# Coreia do Sul nos Jogos Olímpicos de Verão da Juventude de 2010
A Coreia do Sul participou dos Jogos Olímpicos de Verão da Juventude de 2010 em Singapura. Sua delegação foi composta por 72 atletas que competiram em 18 esportes. O país obteve 11 ouros, 4 pratas e 4 bronzes, terminando na 3ª colocação no quadro de medalhas.

## Medalhistas
| Medalha | Nome | Esporte          | Evento                        | Data         |
| ------- | --- | ---------------- | ----------------------------- | ------------ |
| Ouro    | Song Jung-Hun | Esgrima          | Sabre individual masculino    | 15 de agosto |
| Ouro    | Chang Gyu-Cheol | Natação          | 100 m borboleta masculino     | 17 de agosto |
| Ouro    | Seo Byeong-Deok | Taekwondo        | Até 63 kg masculino           | 17 de agosto |
| Ouro    | Jeon Soo-Yeon | Taekwondo        | Até 63 kg feminino            | 17 de agosto |
| Ouro    | Kim Jin-Hak | Taekwondo        | Até 73 kg masculino           | 17 de agosto |
| Ouro    | Kwak Ye-Ji | Tiro com arco    | Individual feminino           | 20 de agosto |
| Ouro    | Bae Seul-Bi | Judô             | Até 44 kg feminino            | 21 de agosto |
| Ouro    | Kim Dae-Beom | Pentatlo moderno | Individual masculino          | 22 de agosto |
| Ouro    | Lee Jae-Hyung | Judô             | Até 81 kg masculino           | 22 de agosto |
| Ouro    | Kim Jang-Mi | Tiro             | Pistola de ar 10 m feminino   | 23 de agosto |
| Ouro    | Go Do-Won | Tiro             | Carabina de ar 10 m feminino  | 25 de agosto |
| Prata   | Moon Jin-Ju | Luta             | Livre até 70 kg feminino      | 16 de agosto |
| Prata   | Chang Gyu-Cheol | Natação          | 50 m borboleta masculino      | 19 de agosto |
| Prata   | Kim Ming-Yu Lee Jeong-Hwa Lim Seung-Hoon Choi Hyeon-Keun Yoo Sung-Kyoung Ha Min-Ho Lee Han-Sol Yoo Hyun-Ki Lee Hyeon-Sik Choi Hi-Min Park Hyung-Geon Oh Sang-Hwan Hwang Do-Yeop Jang In-Sung | Handebol         | Torneio Masculino de Handebol | 25 de agosto |
| Prata   | Kim Dong-Hyun Yang Ha-Eun | Tênis de mesa    | Equipes mistas                | 26 de agosto |
| Bronze  | Lee Kwang-Hyun | Esgrima          | Florete individual masculino  | 17 de agosto |
| Bronze  | Kang Ji-Wook | Badminton        | Simples masculino             | 19 de agosto |
| Bronze  | Yang Ha-Eun | Tênis de mesa    | Simples feminino              | 23 de agosto |
| Bronze  | Choi Dae-Han | Tiro             | Pistola de ar 10 m masculino  | 24 de agosto |

## Atletismo
| Evento                       | Atleta                                          | Qualificação | Qualificação | Final     | Final        |
| Evento                       | Atleta                                          | Resultado    | Posição      | Resultado | Posição      |
| ---------------------------- | ----------------------------------------------- | ------------ | ------------ | --------- | ------------ |
| 400 m masculino              | Choi Dong-Baek                                  | 49.20        | 15º (3º q4)  | 48.42     | 3º (Final B) |
| Revezamento masculino        | Choi Dong-Baek (como integrante da equipe Ásia) |              |              | 1:54.14   | 5º           |
| Arremesso de disco feminino  | Jeong Ye-Lim                                    | 44,98        | 7º           | 43,19     | 8º (Final A) |
| Salto em distância masculino | Jung Hae-In                                     | 6,72         | 15º          | 6,81      | 4º (Final B) |

## Badminton
| Evento            | Atleta       | Fase de grupos | Fase de grupos                               | Fase de grupos                         | Fase de grupos                            | Fase de grupos | Quartas-de-final                              | Semifinais                                    | Final                   | Pos. final        |
| Evento            | Atleta       | Grupo          | 1ª rodada                                    | 2ª rodada                              | 3ª rodada                                 | Pos.           | Quartas-de-final                              | Semifinais                                    | Final                   | Pos. final        |
| ----------------- | ------------ | -------------- | -------------------------------------------- | -------------------------------------- | ----------------------------------------- | -------------- | --------------------------------------------- | --------------------------------------------- | ----------------------- | ----------------- |
| Simples feminino  | Choi Hye-In  | H              | VIE Thị Trang Vũ D 1-2 (21-13, 18-21, 12-21) | JPN Naoko Fukuman V 2-0 (21-15, 21-14) | UKR Yelizaveta Zharka V 2-0 (21-6, 21-11) | 2º             | Não avançou                                   | Não avançou                                   | Não avançou             | --                |
| Simples masculino | Kang Ji-Wook | A              | MEX Job Castillo V 2-0 (21-12, 21-17)        | ZAM Ngosa Chongo V 2-0 (21-7, 21-9)    | USA Zenas Lam V 2-0 (21-16, 21-9)         | 1º             | INA Evert Sukamta V 2-1 (21-11, 14-21, 21-13) | IND Prannoy Kumar D 1-2 (21-19, 17-21, 17-21) | MAS Loh Wei Sheng V WO* | Medalha de bronze |

* Disputa pelo bronze

## Basquetebol
Feminino:
| Elenco                                           | Preliminares                                                                        | Preliminares | Quartas-de-final           | Classificação 5-8  | Disputa pelo 7º lugar | Pos. final |
| Elenco                                           | Grupo A                                                                             | Pos.         | Quartas-de-final           | Classificação 5-8  | Disputa pelo 7º lugar | Pos. final |
| ------------------------------------------------ | ----------------------------------------------------------------------------------- | ------------ | -------------------------- | ------------------ | --------------------- | ---------- |
| Cha Yea-Jin Jeong Yu-Jin Kang Kye-Lee Lee Ryeong | RUS Rússia V 22-18 VAN Vanuatu V 33-8 CAN Canadá D 6-20 CIV Costa do Marfim V 22-15 | 2º           | USA Estados Unidos D 10-34 | BRA Brasil D 13-28 | GER Alemanha V 18-17  | 7º         |

## Esgrima
| Evento                       | Atleta         | Qualificação | Qualificação | Oitavas-de-final              | Quartas-de-final              | Semifinais                     | Final                             | Pos. final        |
| Evento                       | Atleta         | Oponente Resultado | Pos.         | Oponente Resultado            | Oponente Resultado            | Oponente Resultado             | Oponente Resultado                | Pos. final        |
| ---------------------------- | -------------- | --- | ------------ | ----------------------------- | ----------------------------- | ------------------------------ | --------------------------------- | ----------------- |
| Florete individual feminino  | Choi Duk-Ha    | ESA Ivania Carbello Barrera D 2-5 SIN Ye Ying Liane Wong V 5-1 HUN Dóra Lupkovics D 4-5 CHN Wang Lianlian D 3-4 SVK Michalla Celerova D 2-5          | 10º          | SVK Michalla Celerova D 13-15 | Não avançou                   | Não avançou                    | Não avançou                       | 10º               |
| Espada individual feminino   | Lee Hye-Won    | RSA Wanda Matshaya V 5-2 ROM Amalia Tataran V 5-2 RUS Yulia Bakhareva D 4-5 GBR Amy Radford D 3-5 ARG Clara Isabel Di Tella V 5-2                    | 5º           | SIN R.H. Rahardja V 15-10     | POL Martyna Swatowska D 14-15 | Não avançou                    | Não avançou                       | 6º                |
| Florete individual masculino | Lee Kwang-Hyun | RUS Kiriil Lichagin V 5-1 HUN Antal Gyorgyi V 5-3 GBR Alexander Tofalidis D 1-5 EGY Mostafa Mahmoud V 5-1 ITA Edoardo Luperi D 0-5                   | 4º           | HUN Antal Gyorgyi V 15-8      | RUS Kiriil Lichagin V 15-10   | USA Alexander Massialas D 8-15 | TUR Tevfik Burak Babaoglu V 15-6* | Medalha de bronze |
| Espada individual masculino  | Na Byeong-Hun  | CRC Julian Godoy V 5-1 CAN Alexandre Lyssov D 3-5 SIN Wei Hao Lim V 5-2 GER Nikolaus Bodoczi D 2-5 ROM Lucian Ciovica V 5-1 CZE Ondrej Novotny V 5-3 | 3º           | Sem oponente                  | KAZ Kiriil Zhakupov V 14-13   | GER Nikolaus Bodoczi D 4-15    | CAN Alexandre Lyssov D 13-15*     | 4º                |
| Sabre individual feminino    | Seo Ji-Yeon    | ITA Vittoria Ciardullo V 5-3 FRA Kenza Boudad V 5-2 EGY Mennatalla Yasser Ahmed V 5-3 RUS Yana Egorian V 5-3 VEN Maria Carreno D 4-5                 | 3º           | Sem oponente                  | RUS Yana Egorian D 11-15      | Não avançou                    | Não avançou                       | 5º                |
| Sabre individual masculino   | Song Jong-Hun  | HUN Andras Szatmari D 0-5 USA Will Spear D 1-5 RUS Artur Okunev D 3-5 CAN Miguel Breault-Mallette D 3-5 ITA Leonardo Affede D 4-5                    | 12º          | HUN Andras Szatmari V 15-14   | FRA Arthur Zatko V 15-11      | GER Richard Hubers V 15-11     | ITA Leonardo Affede V 15-8        | Medalha de ouro   |

* Disputa pelo bronze
| Evento         | Atleta                                                                                                 | Oitavas-de-final   | Quartas-de-final        | Semifinais              | Disputa pelo bronze       | Pos. final |
| Evento         | Atleta                                                                                                 | Oponente Resultado | Oponente Resultado      | Oponente Resultado      | Oponente Resultado        | Pos. final |
| -------------- | --- | ------------------ | ----------------------- | ----------------------- | ------------------------- | ---------- |
| Equipes mistas | Lee Kwang-Hyun, Na Byeong-Hun, Seo Ji-Yeon e Song Jong-Hun (como integrantes da equipe Ásia-Oceania 1) | Sem oponente       | Equipe Europa 4 V 30-24 | Equipe Europa 2 D 27-30 | Equipe Américas 1 D 24-30 | 4º         |

| Evento         | Atleta                                                 | Oitavas-de-final   | Quartas-de-final        | Classificação 5-8       | Disputa pelo 7º lugar     | Pos. final |
| Evento         | Atleta                                                 | Oponente Resultado | Oponente Resultado      | Oponente Resultado      | Oponente Resultado        | Pos. final |
| -------------- | ------------------------------------------------------ | ------------------ | ----------------------- | ----------------------- | ------------------------- | ---------- |
| Equipes mistas | Lee Hye-Won (como integrante da equipe Ásia-Oceania 2) | Sem oponente       | Equipe Europa 2 D 21-30 | Equipe Europa 4 D 23-30 | Equipe Américas 2 D 27-28 | 8º         |

## Ginástica artística
| Atleta         | Evento                       | Qualificação | Qualificação | Final por aparelhos | Final por aparelhos | Final individual geral | Final individual geral | Final individual geral | Final individual geral | Final individual geral | Final individual geral | Final individual geral | Final individual geral | Final individual geral | Final individual geral |
| Atleta         | Evento                       | Result.      | Pos.         | Result.             | Pos.                | Barras assimétricas    | Trave                  | Solo                   | Salto                  | Cavalo com alças       | Argolas                | Barras paralelas       | Barra fixa             | Total                  | Pos.                   |
| -------------- | ---------------------------- | ------------ | ------------ | ------------------- | ------------------- | ---------------------- | ---------------------- | ---------------------- | ---------------------- | ---------------------- | ---------------------- | ---------------------- | ---------------------- | ---------------------- | ---------------------- |
| Jo Yeong-Gwang | Solo masculino               | 13.350       | 24º          | Não avançou         | Não avançou         |                        |                        |                        |                        |                        |                        |                        |                        |                        |                        |
| Jo Yeong-Gwang | Cavalo com alças masculino   | 11.900       | 29º          | Não avançou         | Não avançou         |                        |                        |                        |                        |                        |                        |                        |                        |                        |                        |
| Jo Yeong-Gwang | Argolas masculino            | 13.750       | 15º          | Não avançou         | Não avançou         |                        |                        |                        |                        |                        |                        |                        |                        |                        |                        |
| Jo Yeong-Gwang | Salto masculino              | 14.950       | 25º          | Não avançou         | Não avançou         |                        |                        |                        |                        |                        |                        |                        |                        |                        |                        |
| Jo Yeong-Gwang | Barras paralelas masculino   | 13.150       | 21º          | Não avançou         | Não avançou         |                        |                        |                        |                        |                        |                        |                        |                        |                        |                        |
| Jo Yeong-Gwang | Barra fixa masculino         | 13.350       | 15º          | Não avançou         | Não avançou         |                        |                        |                        |                        |                        |                        |                        |                        |                        |                        |
| Jo Yeong-Gwang | Individual geral masculino   | 80.450       | 22º          |                     |                     |                        |                        | Não avançou            | Não avançou            | Não avançou            | Não avançou            | Não avançou            | Não avançou            | Não avançou            | Não avançou            |
| Park Kyung-Jin | Salto feminino               | 13.650       | 11º          | Não avançou         | Não avançou         |                        |                        |                        |                        |                        |                        |                        |                        |                        |                        |
| Park Kyung-Jin | Barras assimétricas feminino | 12.450       | 16º          | Não avançou         | Não avançou         |                        |                        |                        |                        |                        |                        |                        |                        |                        |                        |
| Park Kyung-Jin | Trave feminino               | 12.750       | 20º          | Não avançou         | Não avançou         |                        |                        |                        |                        |                        |                        |                        |                        |                        |                        |
| Park Kyung-Jin | Solo feminino                | 11.600       | 33º          | Não avançou         | Não avançou         |                        |                        |                        |                        |                        |                        |                        |                        |                        |                        |
| Park Kyung-Jin | Individual geral feminino    | 50.450       | 18º          |                     |                     | 11.000                 | 13.250                 | 11.650                 | 13.600                 |                        |                        |                        |                        | 49.500                 | 16º                    |

## Halterofilismo
| Evento                 | Atleta        | Peso corporal (kg) | Arranque (kg) | Arranque (kg) | Arranque (kg) | Arranque (kg) | Arremesso (kg) | Arremesso (kg) | Arremesso (kg) | Arremesso (kg) | Total (kg) | Pos. final |
| Evento                 | Atleta        | Peso corporal (kg) | 1             | 2             | 3             | Res.          | 1              | 2              | 3              | Res.           | Total (kg) | Pos. final |
| ---------------------- | ------------- | ------------------ | ------------- | ------------- | ------------- | ------------- | -------------- | -------------- | -------------- | -------------- | ---------- | ---------- |
| Mais de 63 kg feminino | Park Yoon-Hee | 103,53             | 98            | 102           | 106           | 102           | 125            | 125            | 125            | 125            | 227        | 6º         |

## Handebol
Masculino:
| Elenco | Preliminares                             | Preliminares | Semifinais         | Final             | Pos. final       |
| Elenco | Grupo A                                  | Pos.         | Semifinais         | Final             | Pos. final       |
| --- | ---------------------------------------- | ------------ | ------------------ | ----------------- | ---------------- |
| Kim Ming-Yu, Lee Jeong-Hwa, Lim Seung-Hoon, Choi Hyeon-Keun, Yoo Sung-Kyoung, Ha Min-Ho, Lee Han-Sol, Yoo Hyun-Ki, Lee Hyeon-Sik, Choi Hi-Min, Park Hyung-Geon, Oh Sang-Hwan, Hwang Do-Yeop, Jang In-Sung | COK Ilhas Cook V 70-4 FRA França D 36-39 | 2º           | BRA Brasil V 27-22 | EGY Egito D 25-35 | Medalha de prata |

## Hóquei sobre a grama
Feminino:
| Elenco | Preliminares                                                                                                  | Preliminares | Disputa pelo bronze     | Pos. final |
| Elenco | Grupo único                                                                                                   | Pos.         | Disputa pelo bronze     | Pos. final |
| --- | --- | ------------ | ----------------------- | ---------- |
| Hong Mi-Ra, Kim Sol, Lee Da-Ye, Choi Yong Seon, Lee Yu-Ri, Heo Ji-Ree, Baek Ee-Seul, Kim Mi-Rae, Kang Ji-Na, Park Eun-Jung, Nam So-Ri, Park Ju-Hui, Choi Su-Ji, Jeong Da-Young, Lee Ju-Young, Oh Ye-Seul | NZL Nova Zelândia D 2-3 ARG Argentina D 1-4 RSA África do Sul V 3-1 IRL Irlanda V 3-2 NED Países Baixos E 2-2 | 4º           | NZL Nova Zelândia D 4-5 | 4º         |

## Judô
| Evento              | Atleta        | 1ª rodada    | 2ª rodada                           | Semi-finais                       | Final                            | Pos. final |
| ------------------- | ------------- | ------------ | ----------------------------------- | --------------------------------- | -------------------------------- | ---------- |
| Até 44 kg feminino  | Bae Seul-Bi   | Sem oponente | BUL Yoana Damyanova V 101-000       | PER Lesly Cano V 100-000          | HUN Barbara Batizi V 011-000     | [ 9 ]      |
| Até 81 kg masculino | Lee Jae-Hyung | Sem oponente | COD Daryl Lokuku Ngambomo V 010-001 | GRE Alexios Ntanatsidis V 111-000 | RUS Khasan Khalmurzaev V 002-001 | [ 9 ]      |

| Evento         | Atleta                                             | 1ª rodada              | 2ª rodada                  | Semifinais                | Final       | Pos. final        |
| -------------- | -------------------------------------------------- | ---------------------- | -------------------------- | ------------------------- | ----------- | ----------------- |
| Equipes mistas | Bae Seul-Bi (como integrante da equipe Tóquio)     | ZZX Equipe Paris V 5-3 | ZZX Equipe Nova York V 4-4 | ZZX Equipe Belgrado D 3-5 | Não avançou | Medalha de bronze |
| Equipes mistas | Lee Jae-Hyung (como integrante da equipe Hamilton) | Sem oponente           | ZZX Equipe Cairo D 4-4     | Não avançou               | Não avançou | 5º                |

## Lutas
| Evento                           | Atleta          | Preliminares             | Preliminares              | Preliminares              | Preliminares | Disputa pelo 7º lugar | Pos. final |
| Evento                           | Atleta          | 1ª rodada                | 2ª rodada                 | 3ª rodada                 | Pos.         | Oponente Resultado    | Pos. final |
| Evento                           | Atleta          | Oponente Resultado       | Oponente Resultado        | Oponente Resultado        | Pos.         | Oponente Resultado    | Pos. final |
| -------------------------------- | --------------- | ------------------------ | ------------------------- | ------------------------- | ------------ | --------------------- | ---------- |
| Greco-romana até 85 kg masculino | Choi Jun-Hyeong | UZB Ruslan Kamilov D 1-3 | ARM Varos Petrosyan D 0-4 | RUS Ruslan Adzhigov D 1-3 | 4º           | SOL Teia Mweia V 4-0  | 7º         |

| Evento                   | Atleta      | Preliminares               | Preliminares              | Preliminares              | Preliminares | Final                   | Pos. final |
| Evento                   | Atleta      | 1ª rodada                  | 2ª rodada                 | 3ª rodada                 | Pos.         | Oponente Resultado      | Pos. final |
| Evento                   | Atleta      | Oponente Resultado         | Oponente Resultado        | Oponente Resultado        | Pos.         | Oponente Resultado      | Pos. final |
| ------------------------ | ----------- | -------------------------- | ------------------------- | ------------------------- | ------------ | ----------------------- | ---------- |
| Livre até 70 kg feminino | Moon Jin-Ju | KAZ Rimma Rushnekova V 4-0 | EGY Thoraya Mohamed V 3-1 | POL Suzan Saeed Ali V 3-1 | 1º           | CAN Dorothy Yeats D 0-4 | [ 11 ]     |

## Natação
| Evento                    | Atleta          | Qualificação | Qualificação | Semifinais  | Semifinais   | Final       | Final            |
| Evento                    | Atleta          | Resultado    | Posição      | Resultado   | Posição      | Resultado   | Posição          |
| ------------------------- | --------------- | ------------ | ------------ | ----------- | ------------ | ----------- | ---------------- |
| 50 m borboleta masculino  | Chang Gyu-Cheol | 24.72        | 2º (2º q3)   | 24.63       | 2º (1º sf1)  | 24.05       | Medalha de prata |
| 100 m borboleta masculino | Chang Gyu-Cheol | 54.66        | 5º (2º q5)   | 53.41       | 1º (sf2)     | 53.13       | Medalha de ouro  |
| 200 m borboleta masculino | Chang Gyu-Cheol | 2:02.50      | 7º (5º q2)   |             |              | 1:59.35     | 5º               |
| 50 m peito feminino       | Kim Hye-Jin     | Não largou   | -- (q4)      | Não avançou | Não avançou  | Não avançou | Não avançou      |
| 200 m medley feminino     | Kim Hye-Jin     | 2:22.78      | 13º (5º q3)  |             |              | Não avançou | Não avançou      |
| 100 m borboleta masculino | Yoo Kyu-Sang    | 55.58        | 15º (5º q4)  | 55.16       | 14º (8º sf2) | Não avançou | Não avançou      |
| 200 m borboleta masculino | Yoo Kyu-Sang    | 2:08.28      | 17º (7º q3)  |             |              | Não avançou | Não avançou      |

## Pentatlo moderno
| Evento               | Atleta                         | Esgrima (Espada 1 toque) | Esgrima (Espada 1 toque) | Esgrima (Espada 1 toque) | Natação (200 m livre) | Natação (200 m livre) | Natação (200 m livre) | Corrida e tiro (3000 m, pistola a laser) | Corrida e tiro (3000 m, pistola a laser) | Corrida e tiro (3000 m, pistola a laser) | Pontuação total | Pos. final       |
| Evento               | Atleta                         | Result.                  | Pos.                     | Pontos                   | Tempo                 | Pos.                  | Pontos                | Tempo                                    | Pos.                                     | Pontos                                   | Pontuação total | Pos. final       |
| -------------------- | ------------------------------ | ------------------------ | ------------------------ | ------------------------ | --------------------- | --------------------- | --------------------- | ---------------------------------------- | ---------------------------------------- | ---------------------------------------- | --------------- | ---------------- |
| Individual feminino  | Choi Min-Ji                    | 15                       | 5º                       | 960                      | 2:14.01               | 3º                    | 1192                  | 13:56.35                                 | 17º                                      | 1656                                     | 3808            | 8º               |
| Individual masculino | Kim Dae-Beom                   | 12                       | 7º                       | 840                      | 2:03.04               | 3º                    | 1324                  | 10:44.35                                 | 2º                                       | 2424                                     | 4588            | Medalha de ouro  |
| Equipes mistas       | Choi Min-Ji e EGY Eslam Hamad  | 44                       | 15º                      | 800                      | 2:00.06               | 3º                    | 1360                  | 16:28.41                                 | 15º                                      | 2128                                     | 4288            | 13º              |
| Equipes mistas       | Kim Dae-Beom e CHN Zhu Wenjing | 50                       | 6º                       | 860                      | 2:02.99               | 5º                    | 1328                  | 15:17.11                                 | 3º                                       | 2412                                     | 4600            | Medalha de prata |

## Taekwondo
| Evento              | Atleta          | 1ª rodada              | Quartas-de-final                   | Semifinais                    | Final                        | Pos. final      |
| ------------------- | --------------- | ---------------------- | ---------------------------------- | ----------------------------- | ---------------------------- | --------------- |
| Até 73 kg masculino | Kim Jin-Hak     | Sem oponente           | SIN Jia Zhe Christopher Lee V 12-1 | UKR Maksym Dominishyn V 6-4   | RUS Aliaskhab Sirazhov V 6-4 | Medalha de ouro |
| Até 49 kg feminino  | Kim So-Hui      | USA Jessie Bates D 6-9 | Não avançou                        | Não avançou                   | Não avançou                  | 9º              |
| Até 63 kg feminino  | Jeon Soo-Yeon   | Sem oponente           | CRO Rea Budić V 11-3               | ESP Nagore Irigoien V 2 SUP-2 | GER Antonia Katheder V 4-1   | Medalha de ouro |
| Até 63 kg masculino | Seo Byeong-Deok | Sem oponente           | BUR Lamine Bagayogo V RSC 3 1:05   | MEX Alejandro Valdés V 5-0    | POR Mário Silva V 9-5        | Medalha de ouro |

## Tênis de mesa
| Evento            | Atleta                      | Preliminares | Preliminares | Preliminares | 2ª fase                    | 2ª fase | 2ª fase                    | Quartas-de-final                                 | Semifinais                                         | Final                                                          | Pos. final |
| Evento            | Atleta                      | Grupo        | Confrontos | Pos.         | Grupo                      | Confrontos | Pos.                       | Quartas-de-final                                 | Semifinais                                         | Final                                                          | Pos. final |
| ----------------- | --------------------------- | ------------ | --- | ------------ | -------------------------- | --- | -------------------------- | ------------------------------------------------ | -------------------------------------------------- | -------------------------------------------------------------- | ---------- |
| Simples masculino | Kim Dong-Hyun               | F            | ARG Pablo Saragovi V 3-0 (11-3, 11-8, 11-6) NGR Ojo Onaolapo D 0-3 (9-11, 6-12, 12-14) NZL Kevin Wu V 3-0 (11-7, 11-2, 11-4)                    | 2º           | AA                         | HUN Tamas Lakatos D 2-3 (8-11, 11-3, 5-11, 11-8, 8-11) NED Koen Hageraats V 3-0 (11-5, 11-7, 15-13) JPN Koki Niwa D 1-3 (7-11, 4-11, 11-7, 3-11) | 3º                         | Não avançou                                      | Não avançou                                        | Não avançou                                                    | --         |
| Simples feminino  | Yang Ha-Eun                 | B            | FRA Celine Pang V 3-2 (7-11, 12-10, 11-7, 9-11, 11-5) MDA Olga Bliznet V 3-0 (11-8, 11-5, 11-8) CGO Jolie Mafuta Ivoso V 3-0 (11-2, 11-4, 11-4) | 1º           | BB                         | SIN Isabelle Siyun Li V 3-0 (11-8, 11-5, 11-5) CRO Mateja Jeger D 1-3 (8-11, 6-11, 11-6, 8-11) USA Ariel Hsing V 3-0 (11-8, 13-11, 11-6)         | 1º                         | MDA Olga Bliznet V 4-0 (11-5, 11-9, 11-8, 13-11) | CHN Gu Yuting D 1-4 (8-11, 7-11, 7-11, 11-7, 2-11) | THA Suthasini Sawettabut V 4-1 (9-11, 11-5, 11-4, 11-7, 11-6)* | [ 17 ]     |
| Equipes mistas    | Kim Dong-Hyun e Yang Ha-Eun | B            | Europa 5 V 3-0 (3-1, 3-1, 3-0) HUN Hungria V 3-0 (3-0, 3-2, 3-0) Intercontinental 4 V 3-0 (3-0, 3-0, 3-0)                                       | 1º           | EGY Egito V 2-0 (3-1, 3-2) | EGY Egito V 2-0 (3-1, 3-2) | EGY Egito V 2-0 (3-1, 3-2) | THA Tailândia V 2-0 (3-0, 3-1)                   | PRK Coreia do Norte V 2-0 (3-1, 3-1)               | JPN Japão D 1-2 (3-2, 2-3, 2-3)                                | [ 19 ]     |

* Disputa pelo bronze

## Tiro
| Evento                        | Atleta       | Qualificação | Qualificação | Qualificação | Qualificação | Qualificação | Qualificação | Qualificação | Qualificação | Final | Final | Final | Final | Final | Final | Final | Final | Final | Final | Final       | Final | Final             |
| Evento                        | Atleta       | 1            | 2            | 3            | 4            | 5            | 6            | Total        | Pos.         | 1     | 2     | 3     | 4     | 5     | 6     | 7     | 8     | 9     | 10    | Total final | Total | Pos. final        |
| ----------------------------- | ------------ | ------------ | ------------ | ------------ | ------------ | ------------ | ------------ | ------------ | ------------ | ----- | ----- | ----- | ----- | ----- | ----- | ----- | ----- | ----- | ----- | ----------- | ----- | ----------------- |
| Pistola de ar 10 m masculino  | Choi Dae-Han | 92           | 97           | 96           | 95           | 96           | 95           | 571          | 7º           | 9.4   | 9.7   | 9.2   | 10.7  | 10.8  | 9.7   | 10.2  | 9.7   | 10.6  | 10.6  | 100.6       | 671.6 | Medalha de bronze |
| Carabina de ar 10 m feminino  | Go Do-Won    | 99           | 98           | 100          | 100          |              |              | 397          | 2º           | 9.9   | 10.4  | 10.5  | 10.0  | 10.5  | 10.2  | 10.4  | 9.9   | 10.6  | 10.7  | 103.1       | 500.1 | Medalha de ouro   |
| Pistola de ar 10 m feminino   | Kim Jang-Mi  | 95           | 93           | 95           | 95           |              |              | 378          | 1º           | 10.6  | 10.1  | 9.9   | 10.0  | 10.6  | 10.7  | 8.4   | 9.5   | 10.8  | 10.6  | 101.2       | 479.2 | Medalha de ouro   |
| Carabina de ar 10 m masculino | Kim Yong     | 97           | 99           | 98           | 99           | 98           | 99           | 590          | 5º           | 9.9   | 10.0  | 10.2  | 10.6  | 10.4  | 10.8  | 10.6  | 9.5   | 10.1  | 10.5  | 102.6       | 692.6 | 4º                |

## Tiro com arco
| Evento               | Atleta                                    | Qualificatória | Qualificatória | 1ª rodada                                        | Oitavas-de-final       | Quartas-de-final          | Semi-finais           | Final                 | Pos. final      |
| Evento               | Atleta                                    | Resultado      | Pos.           | Oponente Resultado                               | Oponente Resultado     | Oponente Resultado        | Oponente Resultado    | Oponente Resultado    | Pos. final      |
| -------------------- | ----------------------------------------- | -------------- | -------------- | ------------------------------------------------ | ---------------------- | ------------------------- | --------------------- | --------------------- | --------------- |
| Individual feminino  | Kwak Ye-Ji                                | 670            | 1º             | SIN Elizabeth Cheok V WO                         | NED Maud Custers V 7-1 | MDA Alexandra Mirca V 6-4 | USA Rosie Purdy V 6-4 | TPE Tan Ya-Ting V 6-2 | Medalha de ouro |
| Individual masculino | Park Min-Beom                             | 651            | 2º             | MYA Aung Gyi V 6-0                               | SUI Axel Muller V 6-0  | EGY Ibrahim Sabry D 3-7   | Não avançou           | Não avançou           | 6º              |
| Equipes mistas       | Kwak ye-Ji e MYA Aung Gyi                 |                |                | ITA Gloria Filippi/ BLR Anton Karoukin D 0-6     | Não avançou            | Não avançou               | Não avançou           | Não avançou           | --              |
| Equipes mistas       | Park Min-Beom e TJK Kristina Zaynutdinova |                |                | SIN Tze Rong Vanessa Loh/ ESP Carlos Rivas D 3-7 | Não avançou            | Não avançou               | Não avançou           | Não avançou           | --              |

## Triatlo
| Evento               | Triatleta                                      | Natação | Transição 1 | Ciclismo      | Transição 2   | Corrida       | Tempo total   | Pos. |
| -------------------- | ---------------------------------------------- | ------- | ----------- | ------------- | ------------- | ------------- | ------------- | ---- |
| Individual feminino  | Kim Hee-Sun                                    | 10:05   | 0:36        | Não completou | Não completou | Não completou | Não completou | --   |
| Individual masculino | Lee Ji-Hong                                    | 9:13    | 0:32        | 30:36         | 0:23          | 17:44         | 58:28.81      | 24º  |
| Revezamento          | Lee Ji-Hong (como integrante da equipe Ásia 1) |         |             |               |               |               | 1:23:20.88    | 8º   |

## Vela
| Evento               | Atleta       | Regata | Regata | Regata | Regata | Regata | Regata | Regata | Regata | Regata | Regata | Regata | Total | Posição |
| Evento               | Atleta       | 1      | 2      | 3      | 4      | 5      | 6      | 7      | 8      | 9      | 10     | M      | Total | Posição |
| -------------------- | ------------ | ------ | ------ | ------ | ------ | ------ | ------ | ------ | ------ | ------ | ------ | ------ | ----- | ------- |
| Techno 293 masculino | Kim Chan-Eui | 3      | 4      | 1      | 9      | 8      | 2      | 4      | 6      | 2      | 2      | 3      | 35    | 4º      |

Notas:
- M – Regata da Medalha
- OCS – On the Course Side of the starting line
- DSQ – Disqualified (Desclassificado)
- DNF – Did Not Finish (Não completou)
- DNS – Did Not Start (Não largou)
- BFD – Black Flag Disqualification (Desclassificado por bandeira preta)
- RAF – Retired after Finishing (Retirou-se após completar a prova)